# Edi Žerjal
Edi Žerjal, umetnik, slikar, grafik, kulturni delavec * 5. oktober 1940, Trst.

## Življenje in delo
Edi (Edvard) Žerjal (Zerial), sin Viktorja Žerjala in Marije (rojene Maslo), se je rodil v tržaškem predmestju, v Rojanu. Tu je obiskoval slovensko osnovno šolo. Srednjo šolo je obiskoval pri Svetem Jakobu v Trstu (1951–1955), nato slovenski znanstveni licej (1955–1962), kjer ga je risanja učil Avgust Černigoj, pri njem je opravil še zasebni tečaj. Izpopolnjeval se je v linorezu in figuraliki pri tržačanih Ninu Periziju (1970-1971) in Carlu Sbisaju ter lesorezu na mednarodnem tečaju za grafiko poleti 1971 v Urbinu. Vmes je začel študij na prirodoslovni fakulteti univerze v Trstu, a ga ni zaključil. V letih 1970–1972 je poučeval likovno vzgojo na slovenskih srednjih šolah, nato se v Trstu zaposlil pri Ente di patrocinio e assistenza ai coltivatori agricoli (pokrajinski urad za socialno skrbstvo neodvisnih kmetovalcev), kjer je postal ravnatelj. Leta 1970 je z Robertom Kozmanom, Frankom Volkom, Deziderijem Švaro, Borisom Zuljanom in Frankom Vecchietom ustanovil Grupo U. Od 1983–1985 je študiral na grafični šoli Carlo Sbisà v Trstu. Bil je tudi med ustanovitelji tržaške skupine grafikov Gruppo associativo incisori - Trieste leta 1987. Soustanovitelji te skupine pa so bili Franco Degrassi, Renata De Mattia, Maura Israel in Bruno Ponte. Leta 1979 je bil izvoljen v tržaški pokrajinski svet stranke Slovenske skupnosti, od leta 1987 je član škofijske komisije za cerkveno umetnost, kjer je od leta 2011 tudi podpredsednik. Vpokojil se je leta 2003.
Edi Žerjal je bil že od mladih let vključen v skavtsko gibanje, bil je med prvimi skavti v Rojanu, ki so se zbirali okrog g. Stanka Zorka.  Kot dijak in nato študent je bil član Slovenskega kulturnega kluba, kasneje je bil vrsto let v odboru Slovenske prosvete. Kot skavtski voditelj ima velike zasluge za delovanje skavtskega voda v Mavhinjah in za razvoj najmlajše veje v organizaciji SZSO, se pravi volčičev in veveric, saj je veliko let sodeloval tudi pri organizaciji skavtskih taborov. Sodeloval je s skavtskim glasilom Jambor, za katerega je narisal mnogo naslovnic. Za Radio Trst A je mnogo let sodeloval s prispevki o socialni tematiki, ki jih je objavljal v posebni rubriki kmetijske oddaje, pisal pa je tudi članke s področja sociale in gospodarstva, zlasti kmetijstva, za Koledarje GMD.
Poklicno se je posvečal vprašanjem tržaškega kmetijstva, v prostem času pa slikanju.  V zgodnjih letih je delal predvsem v oljni tehniki, pozneje se preusmeril v grafiko: linorez, lesorez, monotipija, jedkanica v akvatinti. Prešel je več ustvarjalnih faz, npr. cikel kraških portalov, ki kažejo na njegovo skrb za ohranitev slovenske kulturne dediščine; skrivnostni, nenavadni znaki in pisave (največkrat glagolica) na primorskih arhitekturah, cerkvenih stenah in kamnoseških členih. Zadnja leta se posveča predvsem akvarelom in kolažu. Od leta 1969 veliko razstavlja samostojno ali skupinsko, doma in na tujem. Likovno je leta 1987 opremil kapelico šolskih sester v Ricmanjih pri Trstu. V Ricmanjih krasi njegova vitraža tudi pročelje vaške cerkve. Izdelal je tudi vitraže za cerkvi v Bazovici in na Repentabru. Opremil je oltar kapele Marijanišča na Opčinah pri Trstu. Postavil je gledališke scene za več gledaliških predstav. Riše pa tudi plakate za Slovensko skupnost, osnutke za plakate, diplome in podobno. Opremil je mnogo knjig, še posebno za založbo Mladika in za ZCPZ, mnogo let je opremljal mesečnik Mladika in tudi risal njegove naslovnice.